# Condado de Hays
O condado de Hays é um dos 254 condados do estado norte-americano do Texas. A sede do condado é San Marcos, e sua maior cidade é San Marcos.
O condado possui uma área de 1 761 km² (dos quais 5 km² estão cobertos por água), uma população de 97 589 habitantes, e uma densidade populacional de 56 hab/km² (segundo o censo nacional de 2000).
O condado foi criado em 1848.